# Tour de Nova Caledònia
El Tour de Nova Caledònia (en francès Tour de Nouvelle-Calédonie) és una competició ciclista per etapes que es disputa anualment al territori de Nova Caledònia.
La cursa es creà el 1967 sent una prova reservada a ciclistes amateurs. Actualment també està oberta a professionals.

## Palmarès
| Any       | Vencedor                | Segon                | Tercer               |
| --------- | ----------------------- | -------------------- | -------------------- |
| 1967      | John Dean               | Robert Thomson       | L. Dubois            |
| 1968      | Daniel Cornaille        |                      |                      |
| 1969      | Dave Watson             |                      |                      |
| 1970      | Marcel Gaffajoli        |                      |                      |
| 1971      | Michel Roques           |                      |                      |
| 1972      | Richard Thomson         |                      |                      |
| 1973      | Joseph Kerner           |                      |                      |
| 1974      | Gary Sutton             |                      |                      |
| 1975      | Gilbert Duclos-Lassalle |                      |                      |
| 1976      | Jean-Louis Clemen       |                      |                      |
| 1977      | Gary Stephen Fromhold   |                      |                      |
| 1978      | Philippe Bodier         |                      |                      |
| 1979      | Pascal Fortis           |                      |                      |
| 1980      | Urban Fuchs             |                      |                      |
| 1981      | Michael Marx            |                      |                      |
| 1982      | Philippe Thépinier      |                      |                      |
| 1983      | Régis Simon             |                      |                      |
| 1984      | Jean-Claude Lecourieux  |                      |                      |
| 1985-1989 | No disputat             |                      |                      |
| 1989      | Denis Pelizzari         |                      |                      |
| 1990      | Paul Leitch             |                      |                      |
| 1991      | Sławomir Krawczyk       |                      |                      |
| 1992      | Jean-Marc Riviere       |                      |                      |
| 1993      | Christopher Barnsley    |                      |                      |
| 1994      | Alexander Kastenhuber   |                      |                      |
| 1995      | Eddy Mazzoleni          |                      |                      |
| 1996      | Christian Pierron       |                      |                      |
| 1997      | Jérôme Bonnace          |                      |                      |
| 1998      | Sylvain Lavergne        |                      |                      |
| 1999      | Christian Pierron       |                      |                      |
| 2000      | Yaroslav Popovych       | Frédéric Delalande   | Jonathan Dayus       |
| 2001      | Jérôme Chevallier       | Guillaume Judas      | Olivier Bonnace      |
| 2002      | Frédéric Delalande      | Olivier Maignan      | Jérôme Bonnace       |
| 2003      | Frédéric Delalande      | Tony Mann            | Christophe Thebault  |
| 2004      | Jean-Christophe Currit  | Frédéric Delalande   | Mickaël Leveau       |
| 2005      | Peter McDonald          | Adrien Vuillier      | Alexandr Pliuschin   |
| 2006      | Tony Mann               | Stéphane Reimherr    | Olivier Grammaire    |
| 2007      | Yin-Chih Wang           | Karl Murray          | Adrien Vuillier      |
| 2008      | Olivier Grammaire       | Eric Drower          | Daniel Braunsteins   |
| 2009      | Joseph Cooper           | Daniel Braunsteins   | Joseph Lewis         |
| 2010      | Joseph Cooper           | Lachlan Norris       | Ronan Poulizac       |
| 2011      | David Périllaud         | Thierry Fondère      | Adrien Chenaux       |
| 2012      | Stéphane Reimherr       | Jean Mespoulède      | Julien Schick        |
| 2013      | Théry Schir             | Thomas Welter        | Cyrille Thièry       |
| 2014      | Thierry Fondère         | Logan Griffin        | Gaël Le Bellec       |
| 2015      | Taruia Krainer          | Dimitri Bussard      | Alexis Romeder       |
| 2016      | Thierry Fondère         | Loic Le Bouvier      | Ryan Christensen     |
| 2017      | Léo Danès               | Enric Lebars         | Erwan Brenterch      |
| 2018      | Geoffrey Bouchard       | Alexander Konyshev   | Mathieu Urbain       |
| 2019      | Julian Lino             | Jonathan Couanon     | Ruben Eggenberg      |
| 2020      | Suspesa pel COVID-19    | Suspesa pel COVID-19 | Suspesa pel COVID-19 |